# Марай (Катайський район)
Мара́й (рос. Марай) — присілок у складі Катайського району Курганської області, Росія. Входить до складу Верхньоключевської сільської ради.
Населення — 167 осіб (2010, 206 у 2002).
Національний склад станом на 2002 рік: росіяни — 84 %.